# ولنات گروو (مینه‌سوتا)
ولنات گروو، مینه‌سوتا (به انگلیسی: Walnut Grove, Minnesota) یک شهر در ایالات متحده آمریکا است که در شهرستان ردوود، مینه‌سوتا واقع شده‌است.

## خصوصیات
ولنات گروو ۲٫۷۵ کیلومترمربع مساحت و ۸۷۱ نفر جمعیت دارد و ۳۷۱ متر بالاتر از سطح دریا واقع شده‌است.